# Regimento de Infantaria N.º 2
O Regimento de Infantaria n.º 2 (RI2) era uma unidade do Exército Português, extinta em 2006.

## História

### Historial
A primeira unidade do Exército Português a adoptar a designação "Regimento de Infantaria n.º 2", foi o antigo Regimento de Infantaria de Lagos, com origem nas Ordenanças de Lagos criadas em 1570 e que passou a denominar-se "RI2" em 1808.
No entanto, o moderno RI2 tinha origem, não naquela antiga unidade, mas sim no Regimento de Granadeiros da Rainha, unidade de elite criada em 1842, responsável pela guarda pessoal da Rainha D. Maria II.
Em 1855, o regimento adopta a actual designação de RI2, que manterá ao longo do resto da sua história, com excepção do período de 1977 a 1993 em que foi chamado Regimento de Infantaria de Abrantes.
O regimento manteve-se aquartelado em Lisboa, desde a sua criação em 1855, até 1918. Em 1918 foi transferido para Abrantes para onde hoje se situa a biblioteca de Abrantes, tendo mudado de instalações em maio de 1955, para ao Quartel de São Lourenço, onde esteve até ser extinto em meados de 2006.

### Cronologia
1842 - Criação do Regimento de Granadeiros da Rainha (RGR);
1846-1847 - O RGR participa nas campanhas civis a favor do governo de D. Maria II;
1855 - Transformação do RGR em Regimento de Infantaria n.º 2;
1895 - Forças do RI2, sob comando do coronel Eduardo Galhardo, participam na campanha contra os vátuas, em Moçambique, estando presentes na captura de Gungunhana em Chaimite;
1917 - Um dos batalhões do RI2 é incorporado no Corpo Expedicionário Português, sendo enviado para França onde combate na frente ocidental da 1ª Guerra Mundial;
1918 - Transferência do RI2 de Lisboa para Abrantes;
1941-1944 - Por ocasião da Segunda Guerra Mundial o RI2 destaca forças para Cabo Verde, Angola, Moçambique e Timor;
1955 - Um Agrupamento Táctico do RI2, com um efectivo de 4 000 homens é integrado na 3ª Divisão portuguesa da NATO;
1961-1975 - O RI2 incorpora, treina e mobiliza um total de 52 000 homens para os diverso Teatros de Operações da Guerra do Ultramar, os quais formam 63 batalhões, 30 companhias independentes e 82 pelotões de apoio;
1977 - O RI2 passa a denominar-se Regimento de Infantaria de Abrantes (RIA), assumindo a responsabilidade de organizar, treinar e manter o 2º Batalhão de Infantaria Motorizada (2º BIMoto) da nova 1ª Brigada Mista Independente que substitui a 3ª Divisão NATO;
1993 - O RIA readopta a designação tradicional de RI2. O 2º BIMoto é transformado no 2º Batalhão de Infantaria Mecanizada;
1999 - O RI2 assume a função de Centro de Instrução Geral para praças voluntárias e contratadas;
2006 - O RI2 e extinto e nas suas instalações, foi instalada a EPC Escola Pratica de Cavalaria.
As suas Armas, escudo e asas do timbre, eram as dos Pereira, de D. Nuno Álvares Pereira, o Santo Condestável.